# Józef Beck
‎
Józef Beck, poljski častnik in politik, * 4. oktober 1894, Varšava, Ruski imperij, † 5. junij 1944, Romunija.
Polkovnik Beck je bil pribočnik maršala Piłsudskega. Med 1932 in 1939 je bil poljski minister za zunanje zadeve. Po poljski kapitulaciji je emigriral v Romunijo.